# 大川站 (韩国)
大川站（：／ Daecheon yeok */?）是長項線沿線的一座鐵路車站，位于韓國忠清南道保寧市大川洞，有新村號、無窮花號及西海金光列車停靠。

## 历史
- 1929年12月1日 - 落成使用。

## 相鄰車站
韩国铁道公社
长项线
周浦－大川－藍浦